# Robert Le Gall
Robert Jean Louis Le Gall, OSB (Saint-Hilaire-du-Harcouët, 26 de fevereiro de 1946) é um prelado francês da Igreja Católica que foi arcebispo de Toulouse de 2006 a 2021. Anteriormente, foi bispo de Mende de 2001 a 2006.
Foi ordenado sacerdote em 24 de agosto de 1974 na Ordem Beneditina. Após dois anos de estudos teológicos na Universidade de Friburgo, tornou-se prior da Abadia de St. Anna em Kergonan, e em 1983 tornou-se seu abade.
Em 16 de outubro de 2001, foi nomeado bispo da diocese de Mende. Foi ordenado bispo pelo cardeal Paul Poupard.
Em 11 de julho de 2006, o Papa Bento XVI o nomeou Arcebispo de Toulouse. Em 9 de dezembro de 2021, o Papa aceitou sua renúncia relacionada à idade.